# Păușești-Otăsău
Păușești-Otăsău – wieś w Rumunii, w okręgu Vâlcea, w gminie Păușești. W 2011 roku liczyła 459 mieszkańców.